# Neoregelia rubrovittata
Neoregelia rubrovittata är en gräsväxtart som beskrevs av Elton Martinez Carvalho Leme. Neoregelia rubrovittata ingår i släktet Neoregelia och familjen Bromeliaceae. Inga underarter finns listade i Catalogue of Life.